# FC Eisenach
 FC Eisenach is een Duitse voetbalclub uit Eisenach, Thüringen.

## Geschiedenis
De club werd op 1 december 1924 opgericht als SC Borussia. De club sloot zich aan bij de Midden-Duitse voetbalbond en speelde vanaf 1925/26 in de tweede klasse van de competitie van Wartburg. Al na één seizoen promoveerde de club naar de hoogste klasse. De club behaalde meteen goede resultaten en werd een subtopper. In 1930 en 1931 werden ze vicekampioen achter FC Preußen 1909 Langensalza. De volgende twee seizoenen ging het minder goed en werd de club telkens voorlaatste. 
In 1933 werd de competitie grondig hervormd. De vele Midden-Duitse competities werden vervangen door de Gauliga Mitte en Gauliga Sachsen. De clubs uit Wartburg werden niet sterk genoeg bevonden voor de Gauliga Mitte en voor de Bezirksklasse Thüringen kwalificeerden zich slechts twee clubs. Eisenach bleef in de Wartburgse competitie, die nu de derde klasse werd. De club slaagde er niet meer in te promoveren naar de Bezirksklasse. 
Na de Tweede Wereldoorlog werden alle Duitse voetbalclubs ontbonden. De spelers van Borussia richtten SG Eisenach West op dat nog datzelfde jaar de naam SG Wartburg Eisenach aannam. In de zomer van 1949 werd de club een BSG onder de naam ZBSG BMW Eisenach en in juni 1950 werd de naam BSG Motor Eisenach. In 1954 promoveerde de club naar de DDR-Liga en degradeerde al na één seizoen. In 1962 promoveerde de club terug en bleef nu tot 1970 in de DDR-Liga. De club keerde nog eenmalig terug in 1973/74 en opnieuw van 1981 tot 1983.
Na de Duitse hereniging werd de naam SV Wartburgstadt Eisenach aangenomen. Van 1992 tot 1994 speelde de club in de Landesliga en degradeerde dan naar de Bezirksliga. Op 1 juli 1998 werd de voetbalafdeling onafhankelijk van de sportclub onder de naam FC Wartburgstadt Eisenach. In 2007 promoveerde de club naar de Landesklasse. In 2011 werd de club kampioen en promoveerde naar de Thüringenliga. De club fuseerde met SG Hörseltal Stedtfeld en de voetbalafdeling van sportclub ESV Lokomotive Eisenach en nam de nieuwe naam FC Eisenach aan. In 2014 promoveerde de club naar de Oberliga NOFV-Süd. In 2016 werd de club laatste en degradeerde. In 2018 degradeerde de club opnieuw. 